# Paul Beloy Beloy
 (juin 2017).
Si vous disposez d'ouvrages ou d'articles de référence ou si vous connaissez des sites web de qualité traitant du thème abordé ici, merci de compléter l'article en donnant les références utiles à sa vérifiabilité et en les liant à la section « Notes et références ».
Paul Beloy aussi appelé Paul Beloy Beloy, né le 12 avril 1957 à Kinshasa,  est un ancien joueur de football belgo-zaïrois. Il évolue en Division 1 belge comme défenseur, notamment au Berschot et au Lierse.

## Biographie
Né à Kinshasa, Paul Beloy Beloy suit ses parents en Belgique alors qu'il est âgé de 4 ans. La famille s'installe dans la Province d'Anvers.
Paul porte la vareuse de trois grands clubs belges. Il débute au KV Mechelen, mais lorsque le Malinwa est relégué en D2 en 1977, il passe au Beerschot avec lequel il gagne une Coupe de Belgique. Il joue deux matchs en Coupe des coupes lors de la saison 1979-1980 avec cette équipe.
Après quatre saisons avec les Kielratten, il signe au Lierse. Les pallieters ne sont pas dans une de leurs plus belles période. En 1986, le matricule 30 est renvoyé en Division 2.
Beloy Beloy tente alors sa chance aux Pays-Bas, à Waalwijk. Le "RKC" a débuté dans le giron professionnel en 84-85. Le club se classe 3e de la Eerste Divisie (D2 néerlandaise) en 1986-1987, mais ne parvient pas à décrocher de place montante lors de la "Nacompetitie" (Play-offs).
Après une saison outre-Moerdijk, Beloy rentre en Belgique. il termine sa carrière de joueur avec le Verbroedering Denderhoutem qui évolue en Promotion, puis au K. VV Belgica Edegem Sport en provinciales anversoises.

### Après carrière
Beloy Beloy travaille dans une école moyenne d'Hoboken comme coordinateur avec les élèves d'autres langues. Il reste actif dans le football jusqu'en 2013 comme "Community Manager" au K. Beerschot AC.

## Vie privée
Paul Beloy Beloy est le papa de trois enfants dont une fille, Tatyana est actrice et présentatrice TV.

## Palmarès et Faits marquants
- Vainqueur de la Coupe de Belgique en 1979 avec le K. Beerschot VAV.